# Mitchell Kowal
Mitchell Kowal (ur. 21 sierpnia 1915, zm. 8 maja 1971) – amerykański aktor polskiego pochodzenia. Zginął w wypadku kolejowym w Fürnitz w Austrii.

## Filmografia
- 1970 – Nie lubię poniedziałku jako Mróz
- 1970 – Dzięcioł jako Edward Zdziebko (głos: Franciszek Pieczka)
- 1970 – FBI – Francesco Bertolazzi investigatore jako Harry Blake
- 1963 – Vacation Playhouse
- 1963 – Come a-Runnin
- 1963 – 55 dni w Pekinie jako US Marine
- 1962 – Pillole di Ercole, Le
- 1962 – Jadą goście jadą... jako Mike O'Rawiec
- 1957–1960 – Have Gun – Will Travel jako kowboj
- 1960 – The Love and a Bad Woman jako kowboj
- 1957 – The Hanging Cross jako Jesse
- 1959 – The Jayhawkers! jako Governor's Aide
- 1959 – John Paul Jones
- 1959 – Al Capone jako Hood
- 1958 – The Rough Riders jako Buffer
- 1958 – Man Without a Gun
- 1958 – Live Fast, Die Young
- 1958 – The Restless Gun jako Waco
- 1957 – Tombstone Territory
- 1957 – Maverick jako Fred Callahan
- 1957 – Official Detective jako Samka
- 1956 – The Great Locomotive Chase
- 1956 – Great Day in the Morning
- 1956 – Dragnet
- 1955 – Medic jako Bartender
- 1955 – The Kentuckian
- 1955 – Abbott i Costello spotykają mumię jako policjant
- 1955 – The Big Bluff jako Coroner
- 1955 – Jupiter's Darling jako Sentry
- 1955 – The Cisco Kid jako Henchman
- 1955 – Crown Theatre with Gloria Swanson jako Lawyer
- 1954 – Day of Triumph
- 1954 – Deep in My Heart jako Oscar Hammerstein II
- 1954 – Four Star Playhouse jako reporter
- 1954 – My Own Dear Dragon jako reporter
- 1954 – Rogue Cop jako Guard
- 1954 – Francis Joins the WACS jako Patrol Leader
- 1954 – Stories of the Century jako Bill Joad
- 1954 – Rzeka bez powrotu
- 1954 – Rails Into Laramie jako Worker
- 1954 – The Public Defender jako detektyw Jones
- 1953 – Violated jako Mack McCarthy
- 1953 – Your Favorite Story jako Eddie
- 1950 – The Lone Ranger jako Mack
- 1947 – Cass Timberlane jako Doorman
- 1945 – That Night with You
- 1944 – Marriage Is a Private Affair
- 1944 – See Here, Private Hargrove